# Wataru Yashiro
Pour les articles homonymes, voir Yashiro.
Wataru Yashiro est un joueur de shōgi professionnel japonais né le 3 mars 1994 dans le district de Kamo (préfecture de Shizuoka). Il a remporté la Coupe Asahi en 2016.

## Biographie et carrière
Wataru Yashiro est né en mars 1994 dans le district de Kamo.
Il est devenu professionnel à 18 ans en avril 2012.
Il a remporté la coupe Asahi 2016-2017 en février 2017 en battant Yasuaki Murayama en finale, ce qui lui permit d'obtenir le grade de 6e dan. Il était à l'époque le plus jeune vainqueur du tournoi (son record fut battu l'année suivante par le jeune prodige Sōta Fujii).
En 2018-2019, il se qualifie pour la finale du tournoi de classement du Ryuo, est promu dans le groupe 2 du tournoi Ryuo l'année suivante et obtient le grade de 7e dan à partir d'avril 2019.
En mars 2021, il bat le Meijin Akira Watanabe dans le groupe 2 du tournoi Ryuo et décide de passer dans le groupe 1.
En décembre 2021, il bat Akira Watanabe en demi-finale du groupe 1 du Ryuo et est confirmé dans ce groupe pour l'année suivante.
En 2023, Wataru Yashiro est demi-finaliste de la coupe NHK 2022-2023 et perd contre Sota Fujii.